# Sven Thofelt
Sven Alfred Thofelt (Stockholm, 1904. május 19. – Djursholm, 1993. február 1.) olimpiai bajnok svéd öttusázó, olimpiai és világbajnoki ezüstérmes párbajtőrvívó, sportvezető. Fia, Björn Thofelt szintén olimpikon öttusázó volt.
1948-tól főtitkára, majd 1960-tól 1988-ig elnöke volt a Nemzetközi Öttusaszövetségnek. 1968-tól a Svéd Vívószövetség elnöke és 1969–1976 között a Svéd Olimpiai Bizottság elnöke volt. 1970-től a Nemzetközi Olimpiai Bizottság tagja lett, de 1976-ban lemondott, és ezután tiszteletbeli tagnak választották.